# Alpí I
Alpí I, també conegut amb el nom d'Alpin mac Echdach, va ser rei dels pictes del 726 al 728, en un regnat que hauria compartit amb Drest VII, i rei dels escots de Dál Riata del 733 al 736. Les llistes de reis de la Crònica pìcta donen als dos monarques un corregnat de cinc anys entre els pictes.
A Alpí se'l considera fill d'Eochaid mac Domangairt. La historiadora i paleògrafa escocesa Marjorie Ogilvie Anderson estima que una germana anònima dels reis pictes Bridrei i Nechtan s'hauria casat amb Eochaid de Dál Riata, amb qui hauria tingut dos fills: Drest i Alpí.

## Rei dels pictes
Segons els Annals de Tigernach, el 724 Nechtan mac Der-Ilei va ingressar en un monestir i va abdicar en favor de Drest. Alpí, associat amb Drest a les llistes de reis de la Crònica Picta, no apareix esmentat en aquest moment. Els Annals de Tigernach informen que "Drest va ser expulsat del regne dels pictes i Alpí va regnar en el seu lloc".
La seva sobirania sobre els pictes va acabar al cap de dos anys d'haver pujat al tron vençut per Oengus mac Fergusa a Monidcroib, identificat amb Moncreiffe o Montcrieff Hill, prop de Perth. Alpi I perdrà definitivament el seu control sobre els pictes després de la batalla de Caisel Craidi (castellum Credi) del 728, quan, novament vençut, haurà d'abandonar el regne.

## Rei dels escots
Després de perdre l'esperança en restablir el seu regnat sobre els pictes, Alpí I hauria regnat a Dál Riata reemplaçant a Eochaid mac Echdach. Sembla, doncs, que Alpí I provenia d'una línia reial escoda, ja que el seu pare, anomenat Echdach o Eochaid a les llistes reials, debia ser Eochaid mac Domangairt de Cenél Gabhrain.
El seu nom també apareix als Sincronismes de Flann Mainistreach entre els regnats de Dúngal mac Selbaich i el de Muiredach mac Ainbcellaich de Cenél Loairn, entre el 726 i el 733. El Duan Albanach li atribueix, per la seva banda, un regnat més breu, de tan sols 4 anys.